# Francelino de Xapanã
Francelino Vasconcelos Ferreira (Ilha de Marajó, PA, 1949 - São Paulo, SP, 18 de fevereiro de 2007), mais conhecido como Francelino de Xapanã, foi um sacerdote da religião dos voduns fundador da casa de Tambor de Mina Casa das Minas de Tóia Jarina, em São Paulo, no ano de 1977.

## História
Francelino foi iniciado no Tambor de Mina em 1964, por mãe Joana de Xapanã, em Belém, para o mesmo vodum de sua mãe, Xapanã, e recebendo o nome religioso To Akósakpatá Azondeji.
Após a morte de sua primeira mãe de santo, em 1971, se tornou filho de santo de Jorge Itacy, do Terreiro de Iemanjá, em São Luís. Em 1974, Francelino saiu de Belém e mudou-se para o Rio de Janeiro, transferido a pedido pela SUDAM. Entre 1978 e 1980 residiu em Curitiba, onde iniciou uma casa-de-santo, mas foi em São Paulo que acabou se fixando. Em 1977, estabeleceu-se como Tói Vodunnon, isto é, pai de santo em língua ritual jeje, mas continuou a residir em Curitiba até 1980, quando se mudou definitivamente. Seu terreiro recebeu o nome de Casa das Minas de Tóia Jarina (Kuêbe Axé To Vodum Odam Azonce), em homenagem ao seu primeiro guia espiritual, Tóia Jarina. Após passar por vários bairros, em 1993 a casa se fixou em Diadema. Foi coordenador por alguns mandatos da Coordenação Paulista do Instituto Nacional da Tradição e Cultura
Afro-Brasileira (INTECAB), instituição que reúne nações de candomblé e umbanda.
Sua notoriedade se dá por ser considerado o pioneiro, pelos participantes e pesquisadores das religiões afro-brasilei, em levar para o Sudeste o Tambor de Mina, antes restrito ao Norte do Brasil.